# Петрово Село (Дубровник)
Петрово Село је насељено место у саставу града Дубровника, Дубровачко-неретванска жупанија, Република Хрватска.

## Историја
До територијалне реорганизације у Хрватској налазило се у саставу старе општине Дубровник. Као самостално насељено место, Петрово Село постоји од пописа 2001. године. Настало је издвајањем дела насеља Дубровник.

## Становништво
На попису становништва 2011. године, Петрово Село је имало 23 становника. За национални састав 1991. године погледати под Дубровник.
| Број становника по пописима | Број становника по пописима | Број становника по пописима | Број становника по пописима | Број становника по пописима | Број становника по пописима | Број становника по пописима | Број становника по пописима | Број становника по пописима | Број становника по пописима | Број становника по пописима | Број становника по пописима | Број становника по пописима | Број становника по пописима | Број становника по пописима | Број становника по пописима |
| --------------------------- | --------------------------- | --------------------------- | --------------------------- | --------------------------- | --------------------------- | --------------------------- | --------------------------- | --------------------------- | --------------------------- | --------------------------- | --------------------------- | --------------------------- | --------------------------- | --------------------------- | --------------------------- |
| 1857                        | 1869                        | 1880                        | 1890                        | 1900                        | 1910                        | 1921                        | 1931                        | 1948                        | 1953                        | 1961                        | 1971                        | 1981                        | 1991                        | 2001                        | 2011                        |
| 194                         | 180                         | 148                         | 135                         | 129                         | 125                         | 158                         | 167                         | 110                         | 94                          | 99                          | 83                          | 0                           | 0                           | 20                          | 23                          |

Напомена: У 2001. настало издвајањем из насеља Дубровник. У 1857, 1869, 1921. и 1931. садржи податке за насеље Побрежје. У 1981. и 1991. подаци су садржани у насељу Дубровник.